# Opornik
Opornik je osrednji konstruktivni in nosilni element gotske cerkve.  Sestavljen je iz stebra in včasih opornega loka. Opornik se uporablja za izpeljavo pritiska oboka in obremenitve vetra na cerkveno ladjo in visoki kor ter ambulatorij.
Oporniki so poleg rebrasto obokanih in koničastih lokov, eden od treh priljubljenih arhitekturnih elementov gotskih verskih objektov. Danes njihov izvor razlagajo predvsem v kontekstu razvoja notranjosti, kar je pomenilo zamenjavo masivne stene z velikimi okni:
12. stoletje severno francoske zgodnje gotike lahko opišemo kot preizkušanje konstrukcijskih tehnik v gradnji. Arhitekt naj bi kar najbolje omilil pritisk ladijskega oboka na stene zaradi velike želje po povečanju prostora v notranjosti. [...] Posebna gotska rešitev je, da vse oporne točke za steno ležijo zunaj, [...] Tehnična rešitev se imenuje opornik. [...] 
Poleg tehničnih rešitev so se v 13. stoletju razvile različne umetniške oblike. Znane so prostorske strukture, ko učinek zunanjih zidov stolnice vpliva na jedro zgradbe kot na transparentno lupino.« 

## Razvoj
Zunanji oporniki z opornimi loki (ločni oporniki) napetimi čez stranske ladje so se razvili postopoma. Za izpeljavo pritiska oboka in obremenitve z vetrom na v zunanjo steno vgrajene opornike, so bile najprej zgrajeni prečni loki nad prečnimi oboki stranske ladje (na primer v stolnici v Durhamu). So nevidni zaradi strehe. V 12. stoletju je bila obokana tudi empora nad stransko ladjo zaradi prenašanja pritiskov oboka glavne ladje na zunanji zid.
Zunanji oporniki, z vidnimi opornimi loki nad površino strehe so se najprej razvili v letih 1160/1170 pri izvedbi kora v Normandiji in Île-de-France (primer Saint-Germain-des-Pres v Parizu po 1160). Od okoli 1190 se je spremenila tudi ladja (Stolnica Notre-Dame v Parizu 1180/1200 do 1230, stolnica v Noyonu 1179 / 1180-1200 in stolnica v Laonu 1180/1190). Zunanji oporniki so zelo redki v južni Franciji in sredozemskih državah, so pa se razširili v Angliji in Nemčiji (Stolnica v Limburgu do 1200/1225, ladja Bonskega Minstra 1210/1220, cerkev sv. Gereona v Kölnu 1219/1227).
Kot pomemben korak pri razvoju velja stolnica v Chartresu (začetek gradnje leta 1194). Z odstranitvijo empore nad stransko ladjo je zrastla višina ladijske stene. Oporniki in oporni loki niso bili le tehnično nujni, ampak tudi umetniško obdelani. V stolnici v Reimsu (začetek gradnje leta 1211) so lupino stavbe prevzeli oporniki in se oblikovali kot gradbeni elementi, kar je pomenilo »zaključek tega, kar so začeli v Chartresu.« 

## Oblika
Poleg zunanjih (ločnih) in navadnih opornikov, opečnih in zidnih opornikov, ki podpirajo vogale zidov, jih lahko razvrstimo glede na njihov tloris: vpeti opornik v obliki črke L v tlorisu obkroža vogal, opora pod kotom ima dva opornika na vogalu, zamaknjeni opornik je podoben poševnemu vendar sta opornika odmaknjena od vogala in diagonalni (ali francoski) opornik pod kotom 45 stopinj glede na zid.
V spodnji galeriji je tloris različnih vrst opornikov (temno siva), ki podpirajo vogal zidu (svetlo siva).
- vogalni opornik
- vpeti opornik
- Diagonalni ali 'francoski' opornik
- zamaknjen opornik

## Oporni loki
Oporni loki, tudi oporniki visoke ladje ali v starejši literaturi ločni oporniki  so tisti med visoko steno ladje ali korno steno in oporniki med zapored stoječimi stebri. Ti usmerjajo horizontalne obremenitev iz oboka in pritiska vetra na zunanje opornike kot končne podpore.
Oporni loki so pogosto razporejeni eden nad drugim, nižji za posredovanje pritiska oboka ladje, zgornji za usmerjanje obremenitev vetra, ki pa vplivajo tudi na opornik. 
Od okoli 1230 so bili oporni loki uporabljeni tudi za odtok meteorne vode. Vdolbina na vrhu je usmerjala deževnico v bruhalnike.